# Kuchibiru Tameiki Sakurairo
Kuchibiru Tameiki Sakurairo (くちびるためいきさくらいろ?, lit. Lips, Sigh, Cherry Blossom-color, traducido por la autora Milk Morinaga como Besos, suspiros y flores de cerezo y El material del amor) es una antología de manga japonés del género Yuri conformada por siete one-shots escritos por la autora Milk Morinaga. Los primeros cinco capítulos fueron publicados originalmente como una serie en la desaparecida revista de manga Yuri Yuri Shimai entre el 28 de junio de 2003 y el 17 de noviembre de 2004. Tras la suspensión de Yuri Shimai, los dos últimos capítulos fueron publicados entre el 18 de julio de 2005 y el 18 de octubre de 2005 en la revista que la sucedió, Yuri Hime, publicada por Ichijinsha. Los capítulos fueron recogidos posteriormente en un solo volumen consolidado que salió a la venta el 18 de enero de 2006. Los diferentes capítulos que conforman la colección no guardan relación entre sí, excepto por el hecho de que ocurren en dos escuelas para niñas y que algunos personajes aparecen en varias de las historias.

## Argumento
Kuchibiru Tameiki Sakurairo es una colección de historias que giran alrededor de varias chicas que reciben sus clases en el instituto Sakurakai. En ellas se puede apreciar sus altibajos en la vida y el amor, relatos llenos de romanticismo y sentimiento, y también se pueden encontrar situaciones divertidas y graciosas. Estas historias tuvieron éxito por ser tan interesantes y tan románticas.
Capítulos
1. «Incluso si no somos amigas» (ともだちじゃなくても。 Tomodachi Janakute mo.?).
2. «El verano más cerca del cielo» (天国に一番近い夏。 Tengoku ni Ichiban Chikai Natsu.?).
3. «Un beso, el amor y un príncipe» (キスと恋と王子様 Kisu to Koi to Ōji-sama?).
4. «Este amor que no puedo recordar cuando» (いつかのこのこい。 Itsuka no Kono Koi.?).
5. «Cerezas para tus labios» (くちびるにチェリー Kuchibiru ni Cherii?).
6. «Si yo beso su dedo anular» (くすりゆびにキスしたら Kusuriyubi ni Kisushitara?).
7. «Sentimientos reales» (ホントのキモチ。 Honto no Kimochi.?).

## Personajes
- Nana Kobayashi: una alegre estudiante de secundaria que conoce a Hitomi Fujimori desde la primaria y han sido amigas desde entonces. Cuando llega el momento de la graduación, Hitomi trata de alentar a Nana a que haga el examen de ingreso para el Instituto Sakuraki por su uniforme, pero Hitomi se niega. Tras la separación, Nana piensa en su relación con Hitomi. Ella es el personaje recurrente y principal de tres capítulos.
- Hitomi Fujimori: la mejor amiga de Nana, quien trata de convencerla para que estudien en el mismo instituto, pero al final decide no hacerlo, y se inscribe en el Instituto Touhou. Es un personaje recurrente y principal de tres capítulos.
- Natsuka Katō: un fantasma que reside en el Instituto al que asistía, antes de ser transferida a otro y luego morir. Pasa la mayor parte del tiempo en la enfermería porque en vida ella estuvo enamorada de una chica llamada Komatsu, que luego se convirtió en la enfermera de dicho Instituto.
- Narumi Abe: miembro del club de drama en el cual hace el rol de princesa en la obra; su senpai Tachiba actúa como su príncipe en el cuento.
- Chisato Suzukichi: ha conocido a Mizuki por muchos años, aunque sin conocerla realmente bien. En su primer año en el Instituto, ella trató de ayudar a Mizuki —que tenía un moretón en su cuello— ofreciéndole una venda para cubrirlo, pero Mizuki no acepta su ayuda. Dos años después, en su tercer año, Chisato ha estado soñando con Mizuki por las noches.
- Chiharu: Chiharu y Eri se hicieron amigas en el Instituto luego de ser puestas en el mismo salón y de que amara los dulces que ella hace. Chiharu ha estado enamorada de Eri por años, pero nunca le ha comunicado sus sentimientos porque no quiere imponerlos sobre su amistad.
- Eri: tocaba la flauta en la banda de la escuela, pero después de herirse un brazo izquierdo no pudo continuar tocando. Empezó, entonces, a hacer dulces al entrar al Instituto.
- Nosaka: miembro del club de literatura; escribe historias románticas en la revista literaria del Instituto.
- Michiru Endō: empieza a leer las historias de Nokasa y termina enamorándose de ella. Luego se une al club de literatura hasta que un día le confiesa su amor a Nokasa y le pide que salgan juntas.

## Recepción
Kuchibiru Tameiki Sakurairo fue destacado en la presentación del Anime News Network de octubre de 2007, donde fue elogiada por ser una «tierna y bonita historia y no un descerebrado moe-moe, pero debido a que los sentimientos expresados son honestos». Sin embargo, se señaló que «puede ser una obra conmovedora, pero eso no impide que a menudo se sumerjan en el territorio del melodrama cursi».